# 戴清
戴清，明朝女性人物，莆田（今福建省莆田市）人。
戴清嫁给蔡本澄，刚十四岁。二年后，蔡本澄以世代隶属于军籍戍守辽东，买了一个妾代替妻子戴清同行。戴清之父与他相约：“辽东是天尽头，五年不归，我女儿当改嫁。”五年后，戴父对戴清说要如约改嫁。戴清哭泣不从，独居十五年。蔡本澄回来了，生有一子，不到一年，父子相继去世。戴清哀痛欲绝。戴父暗中受吴氏聘礼，戴清听说后，对父亲说：“人们叫我都是蔡本澄之妻，为什么说吴家呢？”于是去父家，让他绝婚。吴家告到官府，官府令戴清守节，表彰寡妇清之门。